# Adeje
Adeje är en kommun i Spanien. Den ligger i provinsen Santa Cruz de Tenerife i den autonoma regionen Kanarieöarna i sydvästra delen av landet, 1 900 km sydväst om huvudstaden Madrid. Antalet invånare är 50 549 (2024). Arealen uppgår till 105,95 kvadratkilometer. Adeje ligger på ön Teneriffa.
Kommunen täcker områden med varierande höjdskillnader, med Costa Adeje belägen vid kusten, Adeje belägen 218 m ö.h., och med områden på över 1 000 m ö.h. i delarna längst från kusten. Från Adeje till Santa Cruz de Tenerife är det 83 kilometer motorväg. 
Områdets gamla historia är baserad på lantegendomar med jordbruks- och sockerproduktion, men sedan utbyggnaden på 1970-talet i den södra delen av Teneriffa, så har turismverksamheten utvecklats.

## Historia
Kungadömet Adeje var en av de regioner som använde sig av det feodala systemet redan på tiden före spanjorerna kom till ön. ”Mencey” (guanche-kung) Pelinor, blev omtalad för sin vänliga inställning till den första spanska guvernören (adelantado) på Kanarieöarna – erövraren Don Alonso Fernández de Lugo. Han uppnådde titeln ”don” och döptes till namnet Diego. Hans överhöghet ersattes av den spanska kungens, även om makten delegerades till Markisen av Adeje. 
På 1700-talet var det dessa adelsmän som var öarnas maktelit, då de hade kontrollen över land, vatten och sockerproduktion. Ponte-familjen var också hertigar av Gomera och lordar över delar av El Hierro. Den andra maj 1555 fick adeln tillåtelse att bygga ett fort i Adeje, även om deras begäran om att få Adeje förklarat som ett juridiskt område inte blev fastställt förrän  1655. 
Historiskt sett har Adeje alltid varit av stor agrikulturell betydelse tack vare vattenströmmen från Barranco del Infierno. Under de första decennierna på 1900-talet byggdes många dammar, även om den riktigt stora utvecklingen satte fart först i förbindelse med tomatplantans intåg på 1950-talet. Tomater är fortfarande en av de viktigaste plantorna, även om en del odlingsbar mark har gått åt till bananplantager; några av öns största bananodlingar ligger här. 

## Turism

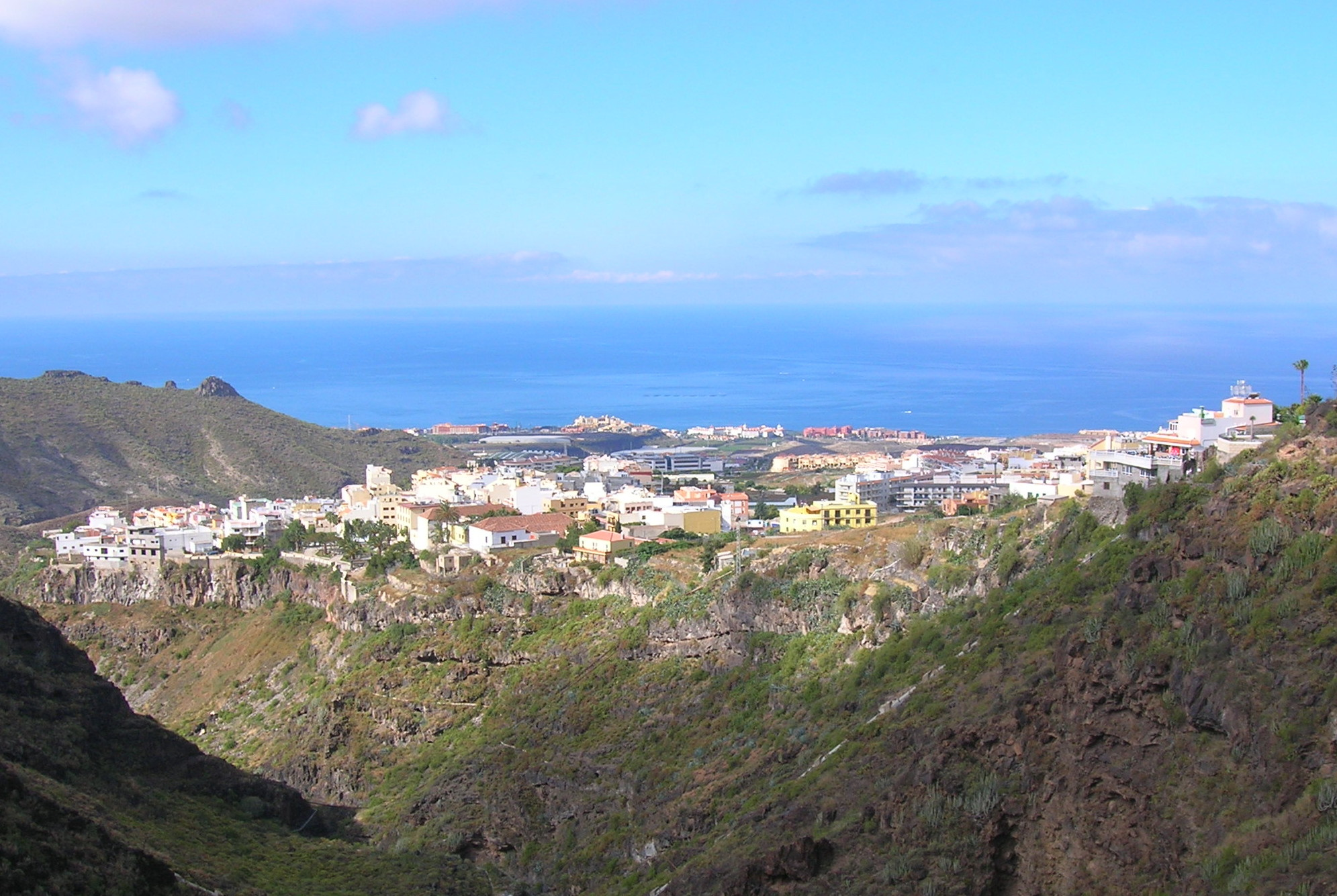
Vy över Adeje

Adeje får främst sina inkomster från turisterna. De är mest koncentrerade runt området Costa Adeje som sträcker sig från kommunen Arona i öst flera kilometer till Caleta de Adeje i väst. Hela denna kustremsa är fylld av stränder och havsvikar på flera olika områden – Troya, El Bobo, Torviscas, Puerto Colón, Fañabe, El Duque med flera.
Många av stränderna i Adeje har uppnått ”blå flagga”, och det finns stora möjligheter för rekreation i området. Fritidsaktiviteterna är många, med bland annat badparker, delfinarium, golf, vandring, häst- och kamelridning på land och aktiviteter till havs, som dykning, båtutflykter samt val- och delfinsafari.

## Sevärdheter
Kulturellt sett är den gamla församlingskyrkan Santa Ursula av betydelse. Den har två skepp och några gobelänger från den andra perioden, som anses tillhöra ett unikt religiöst arv på Kanarieöarna. Kassettaket i Mudejar-stil och delar av altaret tillhör den tidiga koloniala barockstilen. Kyrkan har också en av de första kopiorna av Jungfrun i Calendaria och en San Juan som helt klart kommer från området Santander på fastlandet. 
Områdets största festlighet är San Sebastián, som firas med en fiesta den 20 januari. I oktober är det tid för Nuestra Señora de la Encarnación och Santa Ursula (andra söndagen i oktober).

## Geologi
I Adeje hittar man öns äldsta geologiska formationer. Klipporna El Conde, Imoque och Ablinque samt ravinen Barranco del Infierno skapades för 7 miljoner år sedan.